# Kaple Panny Marie Ochránkyně řádu Kazatelů
Kaple Panny Marie Ochránkyně řádu Kazatelů je kaplí Kláštera mnišek Kazatelského řádu (mnišek dominikánek) v Praze-Lysolajích.

## Historie

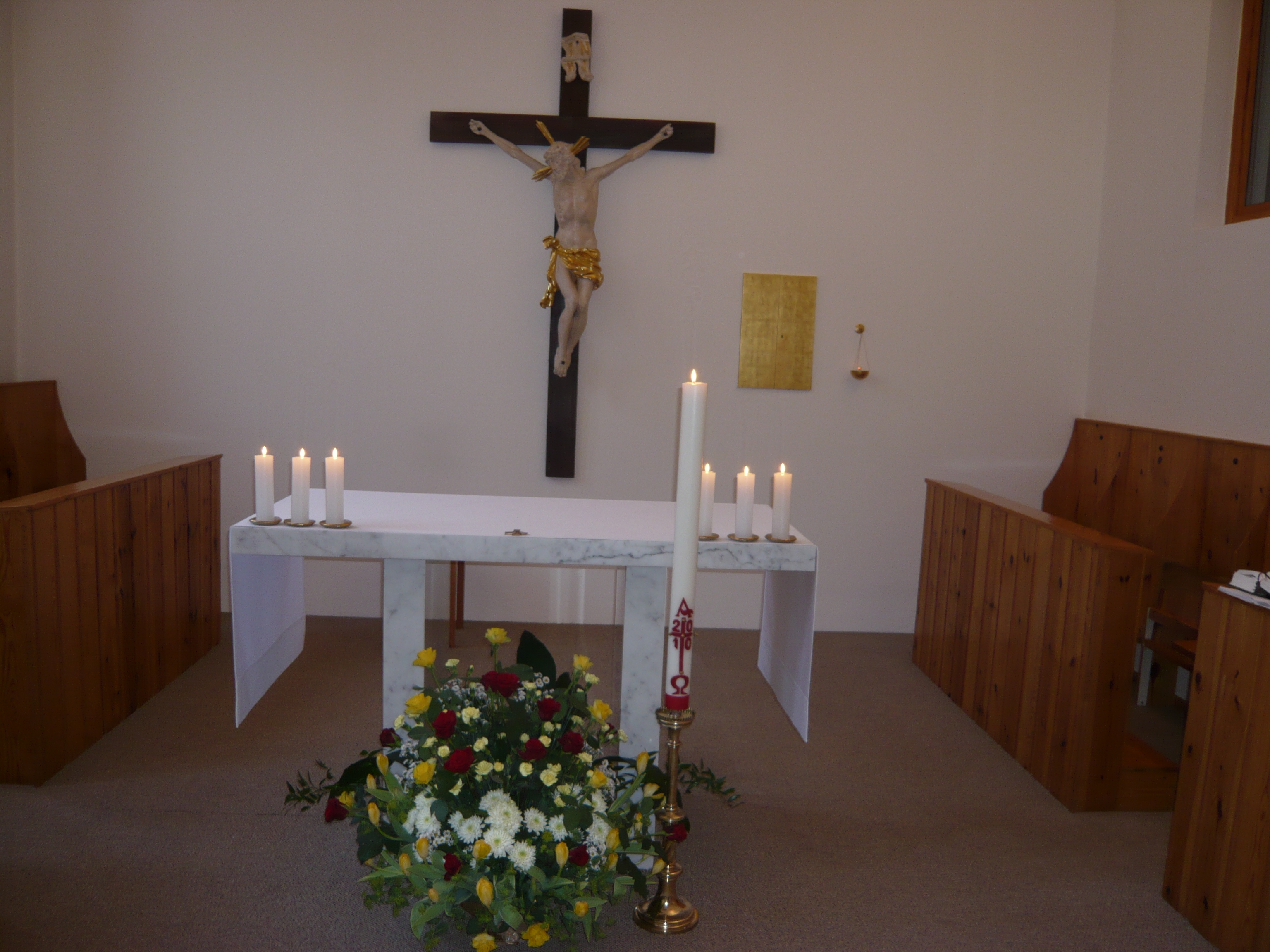
Presbytář kaple

Kaple vznikla při rozšiřovací přestavbě původního domku v roce 1994. Domek původně patřil pražským dominikánům. Ti jej po roce 1989 (kdy se mohli vrátit do svého kláštera u kostela sv. Jiljí na pražském Starém Městě) přenechali dominikánským mniškám, které za totality žily v ilegalitě v podnájmu na Spořilově. Sestry původní domek přestavěly do současné podoby a v rámci přestavby byla zřízena také současná kaple, zasvěcená Panně Marii jakožto Ochránkyni Kazatelského řádu. Autorem projektu je Václav Dvořák († 20. dubna 2012).

## Architektura
Kaple je rozdělena do dvou částí – presbytář od zbytku prostoru odděluje vítězný oblouk. V presbytáři je oltář, svatostánek a chórové lavice. V kapli jsou denně bohoslužby, které jsou veřejně přístupné. Duchovní správu zde sestrám obstarávají bratři dominikáni z konventu u sv. Jiljí na Starém Městě. V současné době se připravuje vybudování nového kláštera, který již bude odpovídat parametrům klasické konventní budovy.